# Grumman FF
Le Grumman FF-1 est un avion militaire de l'entre-deux-guerres, biplan qui a servi comme avion de chasse embarqué dans l’US Navy. Il est le premier avion de chasse de la Navy à disposer d’un train d'atterrissage rétractable.
Un total de 88 exemplaires sont construits aux États-Unis (toutes versions confondues), plus 57 au Canada sous licence par Canadian Car and Foundry (en). CC&F en exporte plusieurs exemplaires vers divers pays (voir ci-dessous).

## Conception
La Grumman Engineering Corporation fit son entrée dans le monde des constructeurs d'avions en 1931, avec le FF, son premier avion conçu pour l'US Navy. Jusque-là, cette société n'avait fabriqué que des flotteurs pour la transformation d'avions terrestres en hydravions. Le FF-1 répondait à un appel d'offres concernant la construction d'un chasseur biplace. La Marine avait demandé à Grumman si leur train d'atterrissage rétractable fait pour les avions O2U-1 Scout pouvait être installé sur le chasseur Boeing F4B-1. Au lieu de cela, Grumman proposa une nouvelle conception de chasseur. Ce système de train rentrant, semblable à celui qui équipait le Curtiss BF2C Goshawk avec d'excellents résultats, était adapté du système utilisé sur les amphibies Loening. En position basse, les roues se trouvaient assez proches des flancs du fuselage, ce qui contraignait les pilotes à une grande prudence lors de l'atterrissage et du roulage au sol. En position haute, les roues s'encastraient exactement dans des évidements pratiqués dans les francs du fuselage avant. Celui-ci s'était naturellement arrondi pour loger les roues. Le résultat était un appareil ventru, mais d'aspect agréable, ce qui fut pendant des années une allure distinctive des avions Grumman. 
Le prototype XFF-1 (numéro de série A8878) fut construit conformément au contrat passé le 22 avril 1931, le premier vol eut lieu le 29 décembre de cette année,,. Initialement propulsé par un moteur en étoile Wright Cyclone R-1820-E, le XFF-1a atteint 314 km/h au cours des essais lorsque le moteur d'origine a été remplacé par un moteur Wright Cyclone R-1820-F, le XFF-1 a atteint une vitesse de pointe de 323 km/h, plus rapide que n'importe quel chasseur de la marine américaine en service à l'époque. Le FF-1 s'avéra être un appareil remarquable : bien que biplace, il était capable de surclasser ses concurrents monoplaces.

## Variantes
Malgré ses performances exceptionnelles, le FF-1 ne fut commandé qu'à peu d'exemplaires, car c'était la période qui suivait la Grande Dépression aux États-Unis et les grandes dépenses étaient exclues. 27 FF-1 (G-5) biplaces furent commandés le 19 décembre 1932. 
Un certain nombre d'appareils furent équipés en double commande pour l'entraînement, avant le "lâcher" solo sur Grumman F2F ou Grumman F3F. Ils prirent la désignation de FF-2.
Pendant ce temps Grumman avait terminé un deuxième prototype (numéro de série A8940) XSF-1 (G-6) à partir d'une configuration Scout biplace. Par la suite une série de 33 SF-1 a été commandée en configuration biplace. Ils différaient du FF-1 principalement par l'équipement interne, et le moteur Wright Cyclone R-1820-84 au lieu du modèle R-1820-78 installé dans la version de chasse. Un XSF-2 a également été construit avec un Pratt & Whitney R-1830 Twin Wasp à la place du Cyclone.

## Engagements
- Guerre d'Espagne